# Comune di Sindal
Il comune di Sindal era un comune danese situato contea dello Jutland Settentrionale, al momento della soppressione il comune aveva una popolazione di 9.430 abitanti (2005) e una superficie di 185 km². Capoluogo era la cittadina omonima.
Con la riforma amministrativa entrata in vigore il 1º gennaio del 2007 il comune è stato soppresso. Il territorio comunale, insieme a quello dei comuni di Hirtshals e Løkken-Vrå è stato accorpato a quello del preesistente comune di Hjørring per costituire il nuovo comune di Hjørring.